# Signal de Botrange
Signal de Botrange – najwyższy szczyt Ardenów, usytuowany w pasmie Hautes Fagnes, we wschodniej Belgii. Jest to najwyższy szczyt Belgii – zaliczany jest do Korony Europy. W roku 1923 na szczycie postawiono sześciometrową wieżę dzięki czemu sztucznie zwiększono wysokość najwyższego punktu Belgii do równych 700 metrów n.p.m. W 1934 wybudowano tam wieżę komunikacyjną, której wierzchołek sięga 718 metrów n.p.m.